# Dotalabrus
Dotalabrus  es un género de peces de la familia de los Labridae y del orden de los Perciformes.

## Especies
De acuerdo con FishBase:
- Dotalabrus alleni Russell, 1988
- Dotalabrus aurantiacus (Castelnau, 1872)